# Pfarrkirche St. Martin am Ponfeld

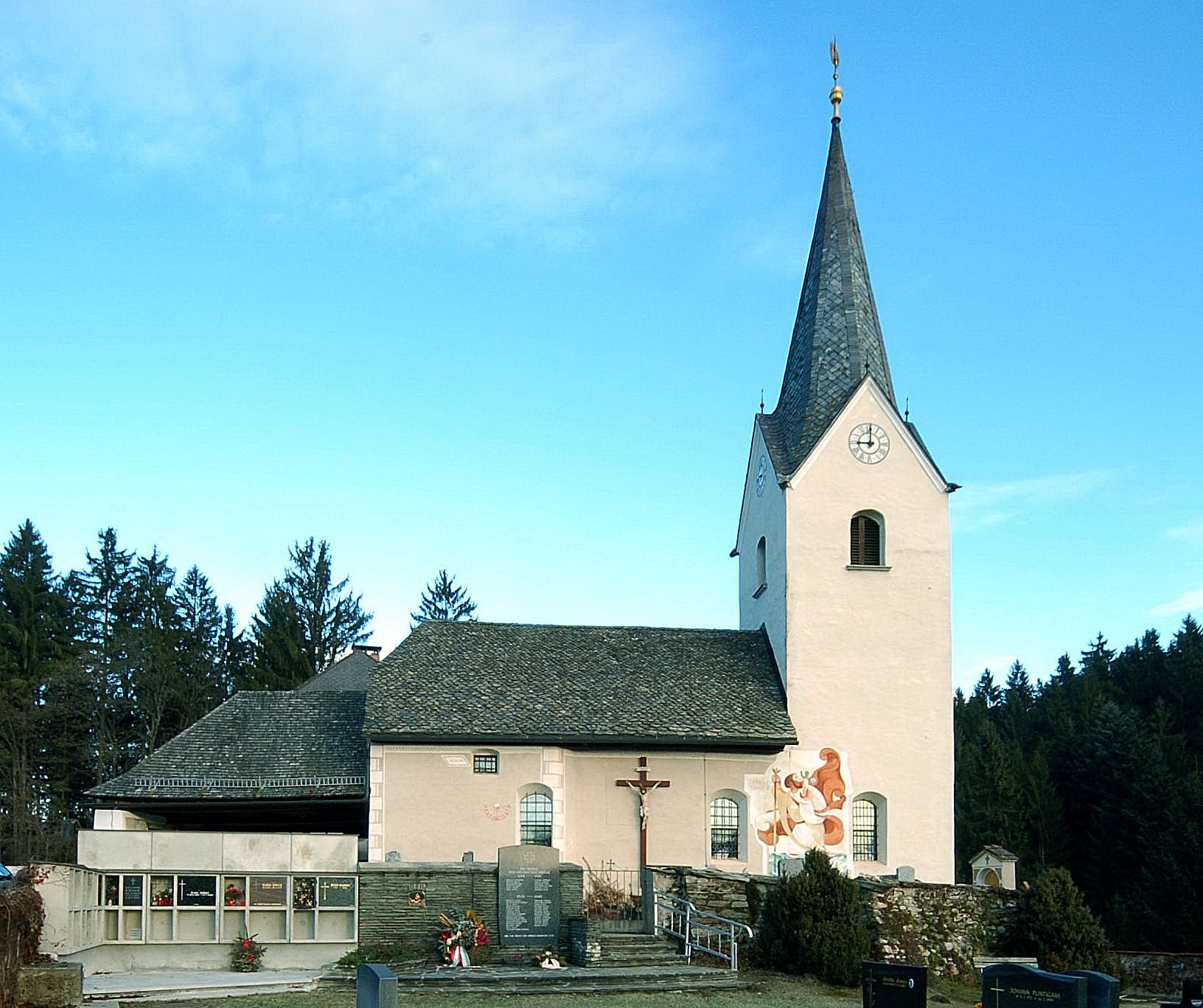
Katholische Pfarrkirche hl. Martin in St. Martin am Ponfeld

Die römisch-katholische Pfarrkirche St. Martin am Ponfeld steht in der Katastralgemeinde Großbuch der Stadtgemeinde Klagenfurt am Wörthersee in Kärnten. Die dem Patrozinium des Heiligen Martin von Tours unterstellte Pfarrkirche gehört zum Dekanat Klagenfurt-Land/Celovec-dežela in der Diözese Gurk-Klagenfurt. Die Kirche und der Friedhof stehen unter Denkmalschutz (Listeneintrag).

## Geschichte
Urkundlich wurde 1193 und 1220 eine Kirche genannt.
1499 wurde eine Pfarre genannt, war aber später wieder eine Filiale.

## Architektur
Die im Kern romanische und gotische Chorturmkirche hat einen massiven frühgotisch veränderten Ostturm mit einem Spitzgiebelhelm. Das spitzbogige gotische Portal in der Westfront wird von einer breiten Vorhalle unter einem geschindelten Walmdach geschützt. Das Langhaus und der Turm mit barocken Fenstern zeigen südlich ein Wandbild hl. Christophorus von Werner Lössl.
Das Kircheninnere zeigt gratige Kreuzgewölbe aus 1638 mit Dekorationsmalerei.